# Сем Ворбертон
Сем Ворбертон (енгл. Sam Warburton; 5. октобар 1988) професионални је велшки рагбиста, капитен британских и ирских лавова, капитен репрезентације Велса, играч Кардиф блуза и један од најбољих играча треће линије на свету.

## Биографија
Висок 191 цм, тежак 106 кг, Ворбертон је играо за Гламорган вондерерсе, пре него што је прешао у Кардиф блуз. За репрезентацију Велса је одиграо 58 тест мечева и постигао 4 есеја. Са репрезентацијом Велса је освајао Гренд Слем у купу шест нација. Предводио је као капитен лавове на турнеји 2013. у Аустралији. Добро обара, одлично чува и чисти ракове, па је без сумње један од најбољих крилних на свету.